# Cavargna
Cavargna là một đô thị ở tỉnh Como trong vùng Lombardia, có cự ly khoảng 70 km về phía bắc của Milano và khoảng 30 km về phía bắc của Como, ở biên giới với Thụy Sĩ. Tại thời điểm ngày 31 tháng 12 năm 2004, đô thị này có dân số 296 người và diện tích là 15,1 km².
Đô thị Cavargna có các frazioni (các đơn vị trực thuộc, chủ yếu là các làng) Vegna, Mondrago, và Segalè.
Cavargna giáp các đô thị: Bogno (Thụy Sĩ), Ponte Capriasca (Thụy Sĩ), San Nazzaro Val Cavargna, Sant'Antonio (Thụy Sĩ), Valcolla (Thụy Sĩ), Val Rezzo.